# Marcantonio Marcolini
Marcantonio Marcolini (Fano, 22 novembre 1721 – Fano, 18 giugno 1782) è stato un cardinale e arcivescovo cattolico italiano.

## Biografia
Nacque il 22 novembre 1721 a Fano.
Il 27 febbraio 1768, all'età di quarantasei anni, venne ordinato presbitero.
Il 12 giugno 1769, all'età di quarantasette anni, papa Clemente XIV lo nominò arcivescovo titolare di Tessalonica. Ricevette la consacrazione episcopale il 25 giugno successivo, nella Cattedrale di San Pietro a Frascati, dalle mani del cardinale Enrico Benedetto Stuart, arciprete della Basilica di San Pietro in Vaticano e Vice-Cancelliere di Santa Romana Chiesa, assistito dai co-consacranti monsignor Stefano Evodio Assemani, arcivescovo titolare di Apamea di Siria, e monsignor Francesco Maria Piccolomini, vescovo di Pienza.
Venne creato cardinale da papa Pio VI, nel concistoro del 23 giugno 1777. Aveva cinquantacinque anni.
Morì il 18 giugno 1782 a Fano, all'età di sessant'anni. Venne sepolto nella Cattedrale di Santa Maria Assunta a Fano.

## Genealogia episcopale
La genealogia episcopale è:
- Cardinale Scipione Rebiba
- Cardinale Giulio Antonio Santori
- Cardinale Girolamo Bernerio, O.P.
- Arcivescovo Galeazzo Sanvitale
- Cardinale Ludovico Ludovisi
- Cardinale Luigi Caetani
- Cardinale Ulderico Carpegna
- Cardinale Paluzzo Paluzzi Altieri degli Albertoni
- Papa Benedetto XIII
- Papa Benedetto XIV
- Papa Clemente XIII
- Cardinale Enrico Benedetto Stuart
- Cardinale Marcantonio Marcolini